# Salmo salar
Salmo salar (Linnaeus, 1758), noto in italiano come salmone dell'Atlantico o semplicemente come salmone, è un pesce osseo d'acqua dolce e marina tipico dei mari temperati e freddi del nord Atlantico.

## Distribuzione e habitat
S. salar è l'unica specie di salmone presente naturalmente nell'oceano Atlantico. Nell'Atlantico orientale si ritrova tra il golfo di Guascogna a sud e il circolo polare artico a nord, compresi il mar Bianco, il mare di Barents e il mare circostante l'Islanda; lungo le coste americane si incontra tra il Quebec e il New England. È presente anche nel mar Baltico. Lo si trova anche lungo le coste meridionali della Groenlandia. In passato risaliva anche i fiumi spagnoli e del Portogallo dove si è estinto. È stato introdotto in Cile, Argentina, Nuova Zelanda e Australia. Mentre fonti dell'antica Roma riportano l'abbondanza dei salar ("saltatore" così battezzarono i salmoni) che risalivano il Reno è ora completamente assente dal mar Mediterraneo e dalle acque dolci italiane e sud europee.
Si tratta di una specie anàdroma (dal greco anádromos, composto da aná 'all'indietro' e drómos 'corsa'): la riproduzione avviene nel tratto alto dei fiumi ma dopo 1-6 anni i giovani si portano in mare dove si accrescono fino alla maturità sessuale quando affrontano una migrazione fino ai siti di riproduzione. In mare ha abitudini pelagiche e si alimenta principalmente negli strati superficiali della colonna d'acqua. In acqua dolce i giovanili popolano soprattutto i tratti a corrente rapida dei fiumi con acque fredde (almeno tre mesi con temperatura dell'acqua superiore a 10 °C). Può vivere anche nei laghi, ad esempio i laghi finlandesi, il lago Vänern in Svezia e i laghi Onega e Ladoga in Russia, sia allo stadio giovanile sia da adulto, in tal caso risale i fiumi tributari del lago. Le popolazioni delle acque salmastre del mar Baltico non effettuano migrazioni riproduttive.

## Descrizione

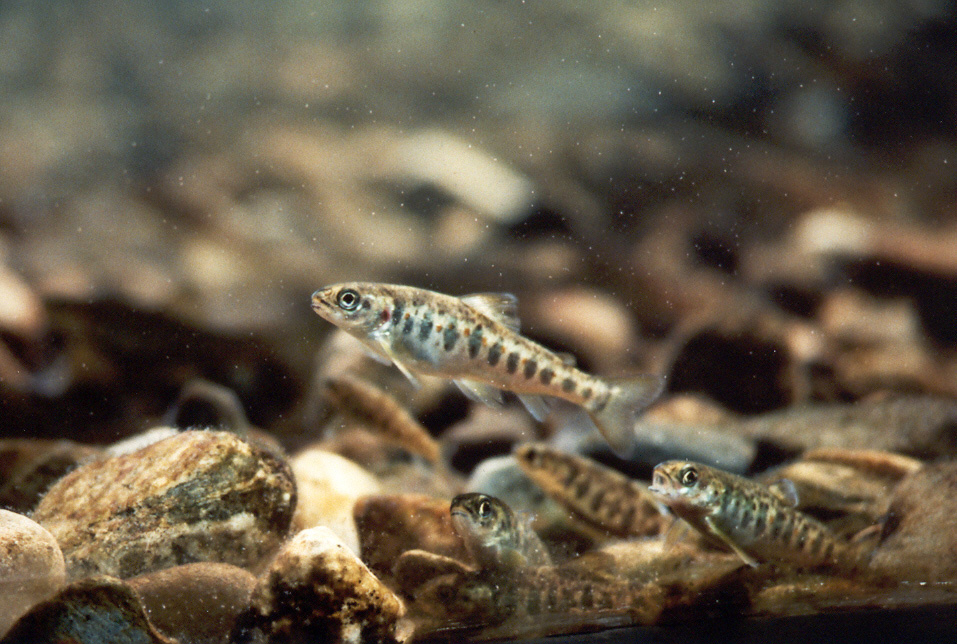
Stadio giovanile (parr)

È simile alla trota di mare da cui si riconosce però a prima vista per la bocca che raggiunge il bordo posteriore dell'occhio senza superarlo, per il peduncolo caudale più sottile, per la pinna caudale con una piccola incisione centrale e lobi appuntiti (profondamente forcuta nei piccoli esemplari) e per la testa in proporzione più piccola rispetto al corpo. I vecchi maschi presentano le mascelle incurvate in modo caratteristico. Il corpo è fusiforme e slanciato, la testa è piccola rispetto alle dimensioni del corpo, con occhio grande nei piccoli esemplari che si fa sempre più piccolo man mano che la taglia aumenta. Le pinne dorsali sono due, la prima relativamente grande e la seconda molto piccola, adiposa, con margine grigio o trasparente (spesso rossa o arancio nella trota). L'anale è più piccola della prima dorsale, la pinna caudale è ampia. Le pinne ventrali sono poste molto indietro, più o meno all'altezza della prima dorsale e sono piccole, così come le pettorali.
La livrea in mare è argentea con dorso bluastro o grigio e ventre bianco come nella trota di mare, ma i punti neri sui fianchi sono in numero minore, rotondeggianti o a forma di X, a distribuzione irregolare e raramente situati sulla linea laterale (nella trota sono più numerosi e frequenti sulla linea laterale). Sulla pinna caudale di solito non sono presenti punti scuri (differenza con la trota iridea, introdotta in Europa, che talvolta ridiscende a mare). Quando inizia la risalita la colorazione diventa più vivace e meno argentea, a fondo bruno o verde giallastro, nei maschi spesso con punti arancioni o macchie nere. I giovani ancora in acqua dolce hanno una livrea abbastanza simile a quella della trota di fiume, con dorso bruno o bluastro con macchie arancio sui fianchi e da 8 a 15 macchie scure, spesso violacee o bluastre, ovali abbastanza indistinte sui fianchi (macchie parr, presenti anche nelle giovani trote).
Raggiunge 1,5 metri di lunghezza e un peso di oltre 45 chilogrammi.

## Biologia
L'età massima nota è 13 anni ma la maggior parte degli individui vive 4-6 anni.

### Alimentazione
Si tratta di un predatore che in mare si ciba principalmente di pesci, di crostacei e di cefalopodi. I giovanili in acqua dolce catturano insetti, crostacei, molluschi e pesci. Durante la risalita dei fiumi smette di nutrirsi.

### Riproduzione

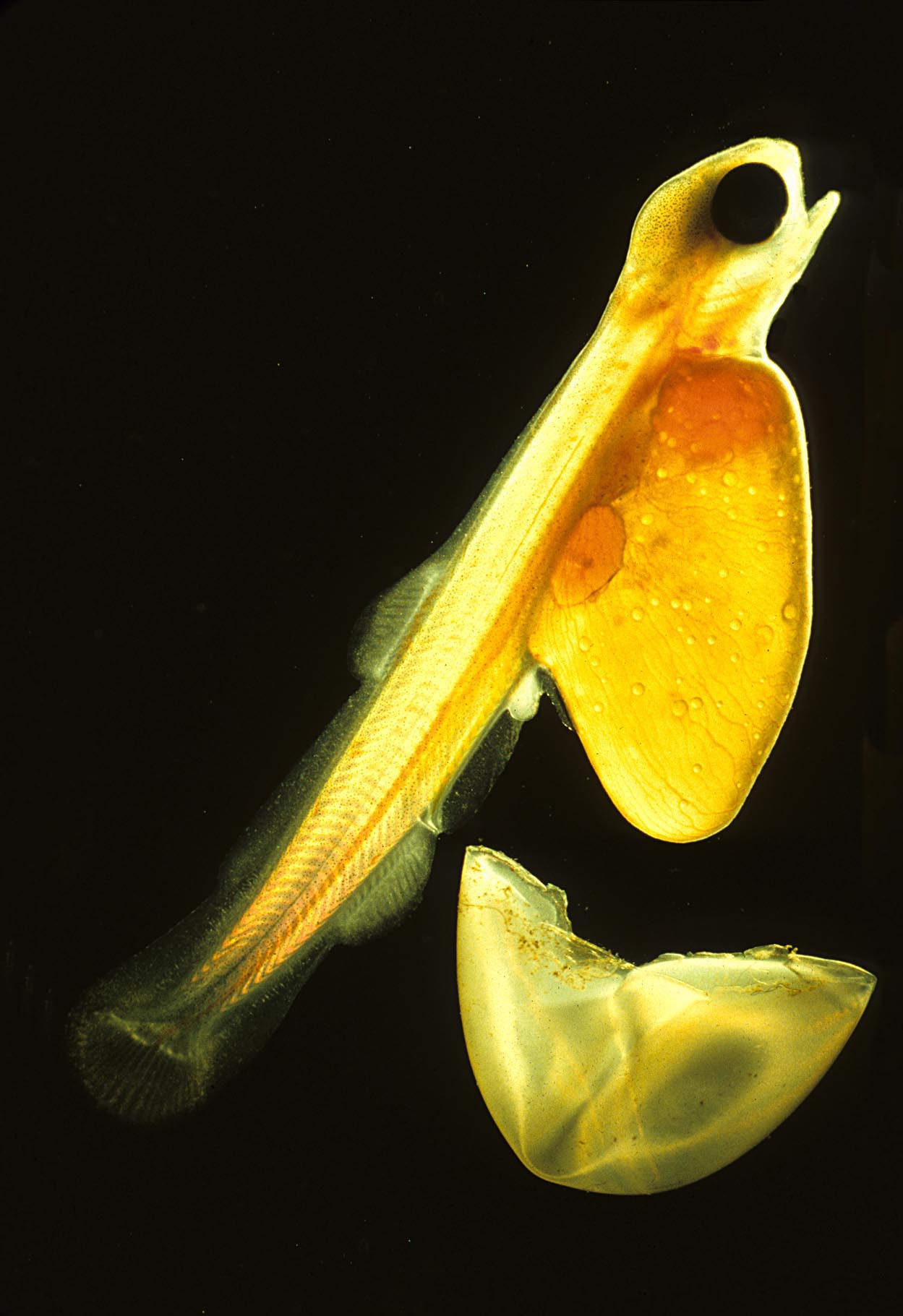
Avannotto di salmone

I maschi e le femmine dopo un periodo di permanenza in mare affrontano una migrazione fino all'alto corso dei fiumi, dove si riprodurranno nella stagione invernale, nel luogo dove sono nati che riconoscono grazie all'olfatto straordinariamente sviluppato o grazie alla memoria della migrazione di ritorno al mare nella fase di smolt. Questa caratteristica porta ad avere per ogni fiume una popolazione di salmoni specifica con differenze genetiche
. Giunti nel luogo atto alla riproduzione, caratterizzato di solito da acqua piuttosto bassa, da alternanza tra tratti a forte corrente e pozze più tranquille e da fondi di ghiaia, la femmina scava un avvallamento di circa 15 cm di profondità dove depone le uova: il maschio si affianca alla femmina e feconda le uova, che verranno ricoperte di sedimento. Ogni individuo si accoppia con diversi altri individui. Dopo la riproduzione la maggioranza dei maschi muore mentre fino al 40% delle femmine sopravvive ma solo tra lo 0,3 e il 6% affronta una nuova migrazione riproduttiva. La sopravvivenza dei riproduttori è maggiore nei fiumi di minore lunghezza. Le larve si schiudono intorno marzo/aprile e, essendo lucifughe, rimangono nascoste tra la ghiaia fino al completo consumo del sacco vitellino (stadio di alevin). Escono poi dal sedimento e cominciano a nutrirsi autonomamente di organismi microscopici. Raggiunti i 6/7 cm di lunghezza, gli avannotti cominciano a nutrirsi di prede più grandi: trascorso un anno, prendono il nome di parr e, al raggiungimento di 10–15 cm di lunghezza, quello di smolt. I parr maschi, che esibiscono un comportamento fortemente territoriale, possono raggiungere la maturità sessuale prima di discendere in mare, in tal caso possono accoppiarsi con le femmine adulte di risalita. Gli smolt ridiscendono i fiumi in primavera (raramente in autunno) sfruttando le piene. La migrazione avviene di notte, in fitti banchi. Una volta in mare di solito si stabiliscono presso gli estuari, dove rimangono da 5 a 18 mesi nutrendosi di crostacei che conferiscono alle carni la classica colorazione rossastra. Infine, si allontanano dalla costa, diventando completamente ittiofagi ed assumendo uno stile di vita pelagico.

## Pesca
Le sue carni sono molto morbide e gustose, di tipico colore rosato, e lo rendono uno tra i pesci più pregiati. La sua importanza per la pesca commerciale è elevatissima, viene catturato con vari tipi di rete da posta È una delle specie di pesci più allevate negli impianti di itticoltura. Tra i maggiori produttori a livello mondiali ricordiamo la Norvegia, il Canada e la Scozia. Si tratta di una cattura molto interessante per i pescatori sportivi che lo insidiano durante la risalita dei fiumi con le tecniche della pesca a mosca e dello spinning; una volta allamato lotta con tutte le sue forze ingaggiando un combattimento che spesso si conclude con la sua liberazione. Il salmone atlantico è il salmone più utilizzato per la produzione del salmone affumicato.

## Conservazione
La IUCN classifica questa specie come "a rischio minimo" con l'avvertenza che è necessario un aggiornamento. Il salmone atlantico da alcuni decenni ha avuto un declino repentino causato da un forte impatto dall'inquinamento delle acque, dalla costruzione di sbarramenti che impediscono le migrazioni e dalla sovrapesca
. A causa di queste criticità molte popolazioni sopravvivono esclusivamente grazie alla periodica immissione di giovani allevati artificialmente. 

## Allevamenti
Oggigiorno la maggior parte dei salmoni presenti sul mercato provengono da allevamenti in mare nutriti con mangimi, nei quali sono state selezionate delle razze più efficienti, tanto che alcuni autori lo ritengono il primo pesce domesticato dall'uomo battezzato Salmo domesticus
.
Gli individui di allevamento spesso sfuggono e si mescolano con le popolazioni naturali, ibridandosi con esse. Visto che gli individui allevati sono in genere frutto di estese ibridazioni tra diverse popolazioni questo porta a un grave inquinamento genetico degli stock naturali. Inoltre gli individui di piscicoltura hanno un successo riproduttivo molto minore rispetto a quelli degli esemplari delle popolazioni autoctone e l'incrocio fra le due stirpi abbassa in misura apprezzabile la sopravvivenza della prole. L'allevamento ha infine introdotto nelle popolazioni naturali parassiti come il copepode Lepeophtheirus salmonis o il platelminta digeneo Gyrodactylus salaris che hanno talvolta provocato morie di massa.